# ワンタイムURL
ワンタイムURL (One-Time URL) は一度あるいは、限られた時間あるいは回数しかGETリクエストを受け付けないメカニズムである。目的は、アクセス制限されたリソースに対して未承認アクセスすることをより困難にすることにある。特にFlashとHTTPを利用する動画配信で使用されることが多い。従来はURLをコピーすることでダウンロードしたり、外部のサイトからリンクすることが容易であり、著作権侵害やサーバー負荷の問題があったがこれらの問題を解決することができる。

## 技術的実現方法
URLにセッションIDや時刻を埋め込むことで実現されることが多い。URLをコピーするだけでは保存できなくなるが、クッキーを適切に設定するか、rtmpdumpやMPXのようなセッションをそのまま保存できるソフトでは保存できることがある。